# Ruellia tuberosa
Ruellia tuberosa, también llamada explota explota, ploti ploti o yuquilla de Colombia, es una especie de planta perteneciente a la familia de las acantáceas. Presenta fotonastia de manera que sus flores se abren por la mañana y se cierran por la tarde.
Es bastante reconocida por sus frutos que son cápsulas de semillas sensibles a la humedad.

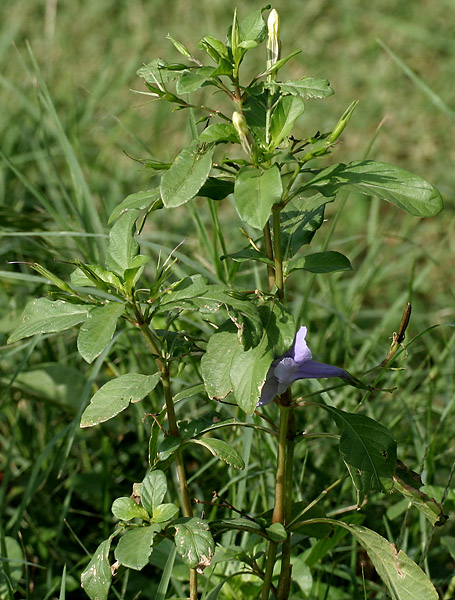
Vista de la planta

## Descripción
Es una planta herbácea perennifolia con raíces tuberosas, fibrosas, con  varios tallos tetragonales de 30 a 60 cm de alto. Las hojas con pecíolo de 2 cm, son oblongo-obovadas, de 6-8 cm x 4,2 cm, la base cuneada atenuada. Las flores en cimas axilares o terminales, son de color azul-morado. La corola es un tubo de 30 mm de largo, con cinco lóbulos redondeados, subiguales, de 12-14 mm. En las Indias Occidentales está en flor casi todo el año.
El fruto es una cápsula sésil de 20 mm de longitud, con más de 20 semillas lenticulares.

## Distribución y hábitat
Ruellia tuberosa es común en todo el Caribe, México, América Central y América del Sur (Guyana, Surinam, Venezuela, Colombia, Perú). También se encuentra en el sudeste de Asia, África, India y Pakistán, donde se encuentra en pastizales xerofíticos con poca lluvia.

## Usos
Fue introducido en Taiwán, donde se utiliza en la medicina popular. Se ha demostrado que contiene un glucósido flavonoide apigenina-7-D-glucurónido, y se manifiesta la actividad antioxidante.

## Ecología
Ruellia tuberosa es el alimento de las larvas de la mariposa Junonia genoveva.

## Taxonomía
Ruellia tuberosa fue descrita por Carlos Linneo y publicado en Species Plantarum 2: 635. 1753.
Etimología
Ruellia: nombre genérico que fue nombrado en honor de Jean Ruelle, herborista y médico de Francisco I de Francia y traductor de varios trabajos de Dioscórides.
tuberosa: epíteto latino que significa "tubular".
Sinonimia
- Ruellia picta Lodd. et al.
- Cryphiacanthus barbadensis Nees
- Dipteracanthus clandestinus C.Presl[5]